# 麻雀 (ねこねこソフト)
『麻雀』（まーじゃん）は、ねこねこソフトが2004年12月10日に発売したアダルトゲーム（脱衣麻雀）。
ねこねこソフト5周年記念として発売された。麻雀という特殊な形式のゲームなので、当初はファンクラブの会員のみの限定販売が予定されていたが、最終的にはねこねこソフトの正式作品として発売された。

## 概要
ゲーム本体は、ストーリーモード、フリーモード、サバイバルモードの3つのモードがある。それ以外に、麻雀説明とおまけモードがある。
対戦中は、親のキャラに関するBGMが流れるが、誰かがリーチをかけたら、そのリーチをかけたキャラに関するBGMに変わる（追っかけリーチがあれば、順次同様にBGMが変わる）。また、自キャラを含む面子全員が、いろいろとにぎやかにしゃべったり、音を出したりする。
また、和了となった場合は、そのキャラが和了役を1つずつ読み上げ、満貫以上ならその役名も読み上げる（声優設定のないキャラの場合は、鳴き声や効果音などになる）。
なお、本作のゲームエンジンには、『Scarlett』以降で採用されている定番エンジンのMajiroが用いられている。

## ゲームモード

### ストーリーモード
本モードが、いわゆる「脱衣麻雀」であり、アダルト要素はこのモードのみとなっている。
『みずいろ』の主人公・片瀬健二と、その義妹の片瀬雪希の2人が、街中にいるねこねこソフトのヒロインたちと麻雀勝負をしていく。勝負は1対1の2人打ち麻雀である。
対戦キャラ選択はマップ形式になっている。マップは前半・後半の2枚ある。最初は出会ったキャラに勝てば先へ進み、次のキャラと対戦するようになっている。一度勝利したキャラとは、いつでも自由に対戦が可能。当然ながら最初のキャラは弱く、ストーリーが進むにつれて強く（最初の持ち点も相手がより多く）なっていく。
前半マップは「パンツ編」。健二が雪希にプレゼントするために買ったパンツがなくなり、それを探すため、出会ったヒロインたちに「今はいているパンツを見せてもらう」ために麻雀勝負を挑む。
後半マップは「まじかる編」から始まる。これは、「まじかる☆ひよりん」から雪希に宅配便で送りつけられた「まじかる少女判定装置」（ちょっと恥ずかしいステッキ）を出会ったヒロインたちに持ってもらった上、これまたかなり恥ずかしい変身の呪文「ぴんぷるぱんぷるろりぽっぷん、まじかるまじかるるんらら～、そ～れ、にゃう～ん」と言ってもらうために勝負する。この結果、まじかる少女の素質があれば変身する。
ちなみに、まじかる少女の素質がなければ、服だけが変化する。
終盤は「成り上がり編」。これまで数々の麻雀勝負に勝ってしまった雪希に、いつの間にかつけられた「町内雀王様」の称号を賭けて、ヒロインたちが雪希に勝負を挑んで来る。
また、マップ内には本来のルート以外にいくつかクリックできる箇所があり、対戦のヒントを教えてくれたり、有名な麻雀漫画のパロディが見られたり、ファンディスク2で人気を博した「野望」の武将たちによるイベントなどがあったりする。中には、あまり意味のないものもあるが…。

### フリーモード
ねこねこソフトの作品に登場したキャラを使っての4人打ち麻雀。好きな面子を自由に選ぶことができる。キャラの組み合わせパターンは100万通り以上ある。
キャラの性格により、打ち方の癖や強さが変えられている。なお、癖のあるキャラとの対戦を望まないプレイヤーのために、特に癖のない「通りすがりのオヤジ」が3名用意されている（※下記）。
選択可能なキャラは、特定の条件を満たすことで増えていくというシステムになっている。
なお、対戦キャラの選択が面倒であれば、自キャラを含めシステムまかせでランダムに面子を選ぶこともできる（自キャラのみ指定や、自キャラと対戦面子の1～2人を指定後、残りの面子をランダムに選択することも可能）。
※「通りすがりのオヤジ」
1. 吉田孝弘 - 村野建設の経理課長、週末のカラオケが趣味
2. 小松芳夫 - 娘が秋の合唱大会で優勝したのが自慢
3. 高畠繁之 - 長期単身赴任中で気楽な独り身生活

また、全体の難易度を5段階で設定できる。選択肢は、普通・ピリ辛・大辛・激辛・新宿歌舞伎町。

### サバイバルモード
初めに25000点が与えられ、その点数がなくなるまでに何人ハコテンにできるかに挑戦するモード。プレイヤーは、フリーモードで選択可能なキャラクターの中から1人をプレイヤーキャラクターとして選択しゲームをスタートする。対戦相手をハコテンにすると、新たなキャラと入れ替わり対戦が続く。プレイヤー・対戦相手とも、上がっても得点は加算されず、負ければ持ち点を引かれる。そして、プレイヤーがハコテンになった時点で終了となる。
形式は、フリーモードと同様の4人打ち麻雀だが、対戦相手の選択はできない。なお、本モードではプレイヤーキャラクターと対戦相手となるキャラクターの重複チェックが行われていないため、同一のキャラクター2名（プレイヤーと対戦相手のうち1名）が同時に卓を囲むという現象が発生する。

## 麻雀説明
麻雀のルールに詳しくない人のため、みずいろの小野崎清香が簡単なルールと本ゲームのオプション設定の説明をしてくれる。
なお、さらに詳しく知りたい人のために、付録の特典CD-ROMにはみずいろの進藤さつきとラムネの仲里ひかりが麻雀の基本ルールを、またファンディスクに登場の探偵・片瀬健三郎が和了役を解説する「三時間で覚える麻雀教室」が入っている。

## おまけモード
おまけモードには、ストーリーモードで表示したCGが見られる「CG鑑賞モード」をはじめ、これまでに登場したねこねこソフトのキャラを紹介する「ねこキャラ大図鑑」などがある。また、和了した役の一覧（役ごとに和了した回数）や、サバイバルモードの戦果が閲覧可能である。
なお、ゲームを進めるとキャラクターカードというものがもらえるようになっていて、これの一覧もおまけモードに入っている。

## ねこねこファンディスク3
2010年に発売された『ねこねこファンディスク3』にもストーリーモードを除いた2つのモードがコンテンツとして含まれている。本作品に登場するキャラに加えて『サナララ』『Scarlett』『そらいろ』のキャラクターも選択可能となっているほか、サバイバルモードのルールが若干変更になっている。